# Gournay-le-Guérin
Gournay-le-Guérin é uma comuna francesa na região administrativa da Normandia, no departamento de Eure. Estende-se por uma área de 12,36 km². Em 2010 a comuna tinha 140 habitantes (densidade: 11,3 hab./km²).